# Чапля-велетень
Чапля-велетень (Ardea goliath) — вид лелекоподібних птахів родини чаплевих (Ardeidae).

## Поширення
Вид поширений в Субсахарській Африці. Залітні птахи спостерігалися в Південній Азії та на Близькому Сході.

## Опис
Птах заввишки 155 см, розмахом крил до 230 см та вагою до 7 кг. Спина сіра, черево коричневе. Голова та шия каштанові. Горло та груди чорні з білими смугами.

## Спосіб життя
Чаплі-велетні живуть на болотах. Трапляються поодинці. Живляться рибою, земноводними, гризунами і плазунами, великими комахами та падаллю. Сезон розмноження збігається з сезоном дощів, який припадає приблизно на листопад-березень. У деяких районах розмноження відбувається цілий рік, без помітного пікового сезону. Гнізда будують на острівціях. У гнізді 2-5 яєць. Інкубація триває від 24 до 30 днів. Потомство залишає гніздо через 5 тижнів після вилуплення.

## Галерея

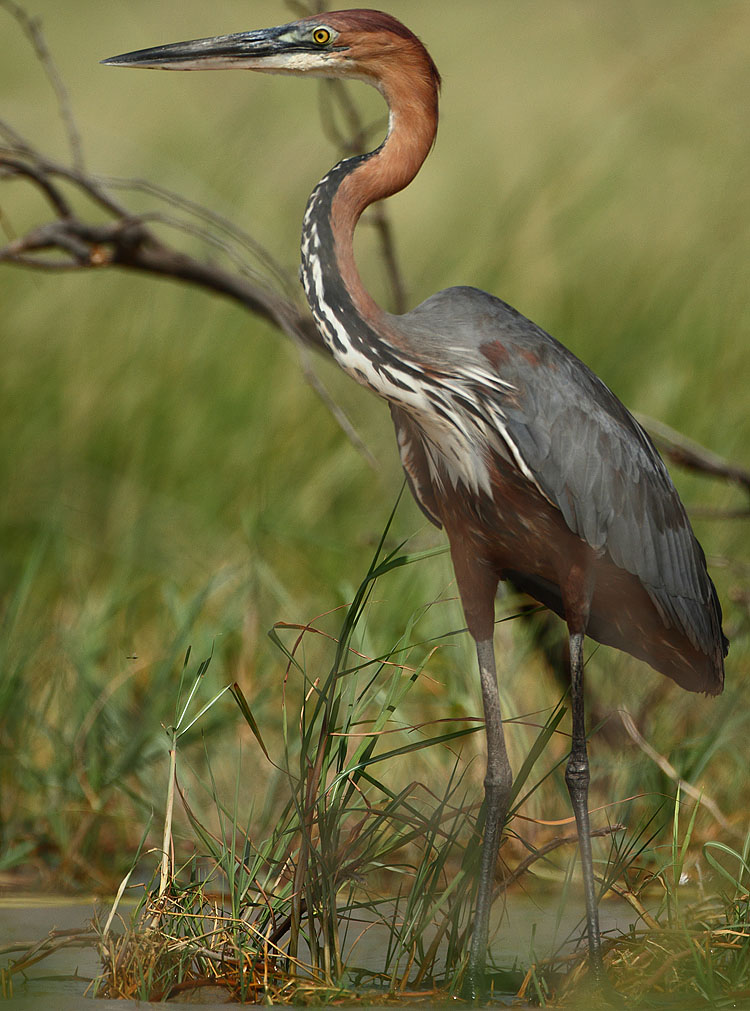
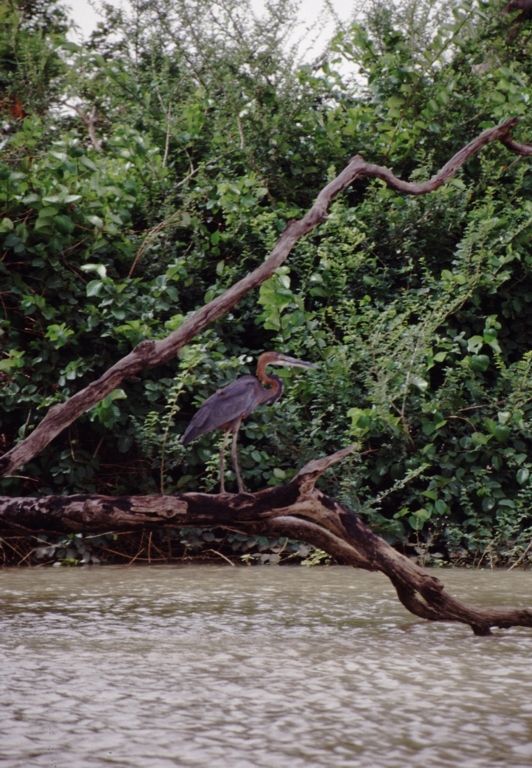
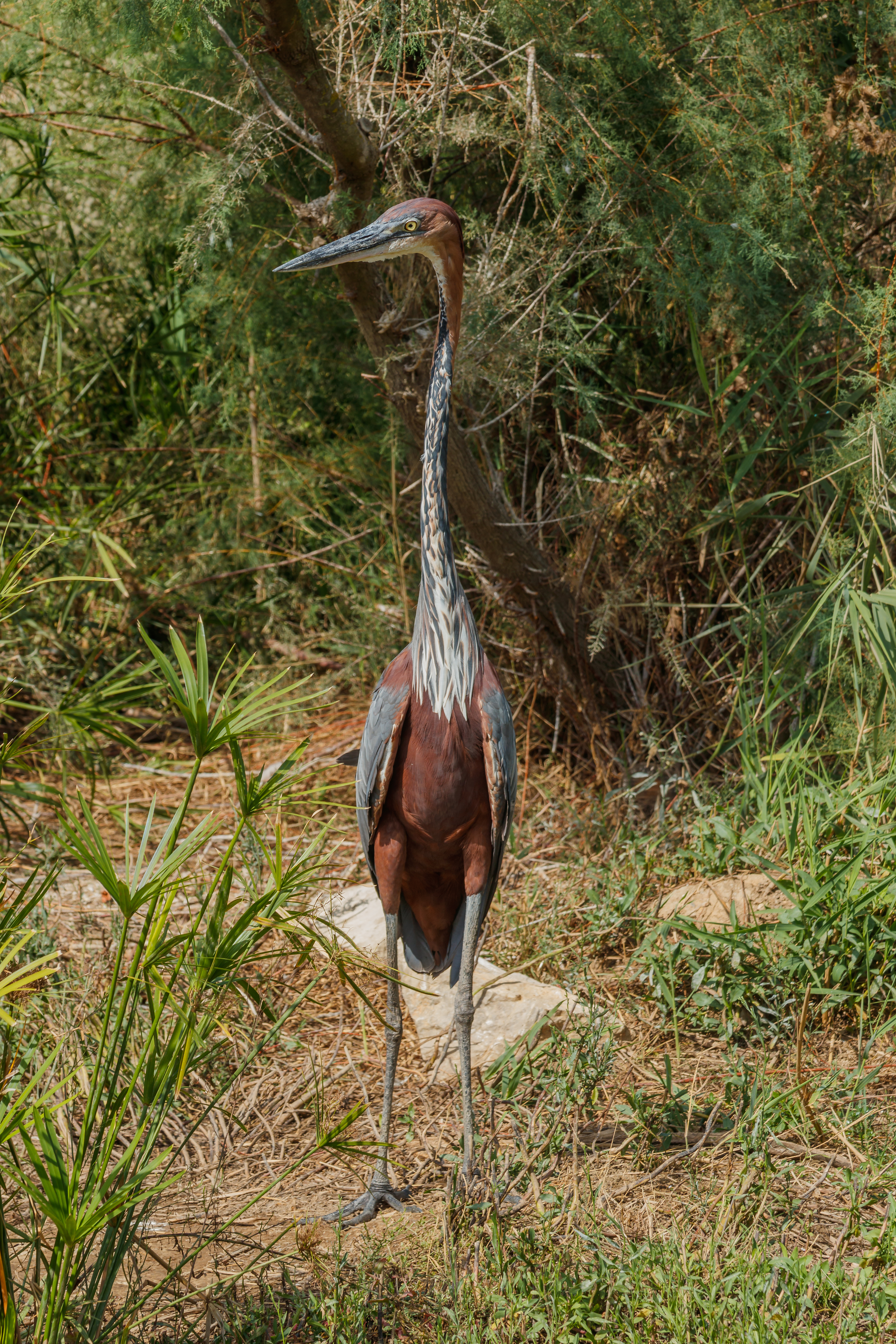
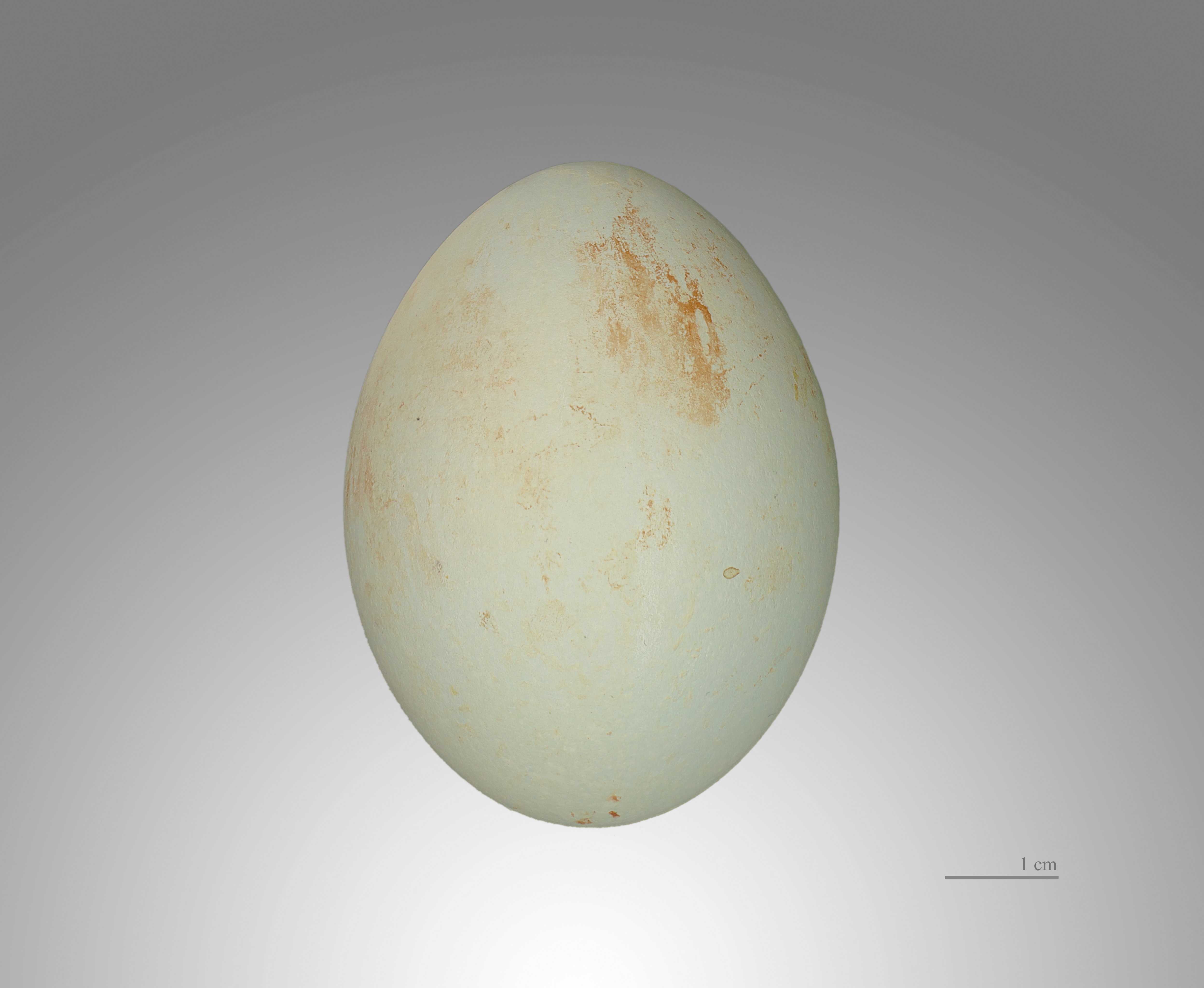
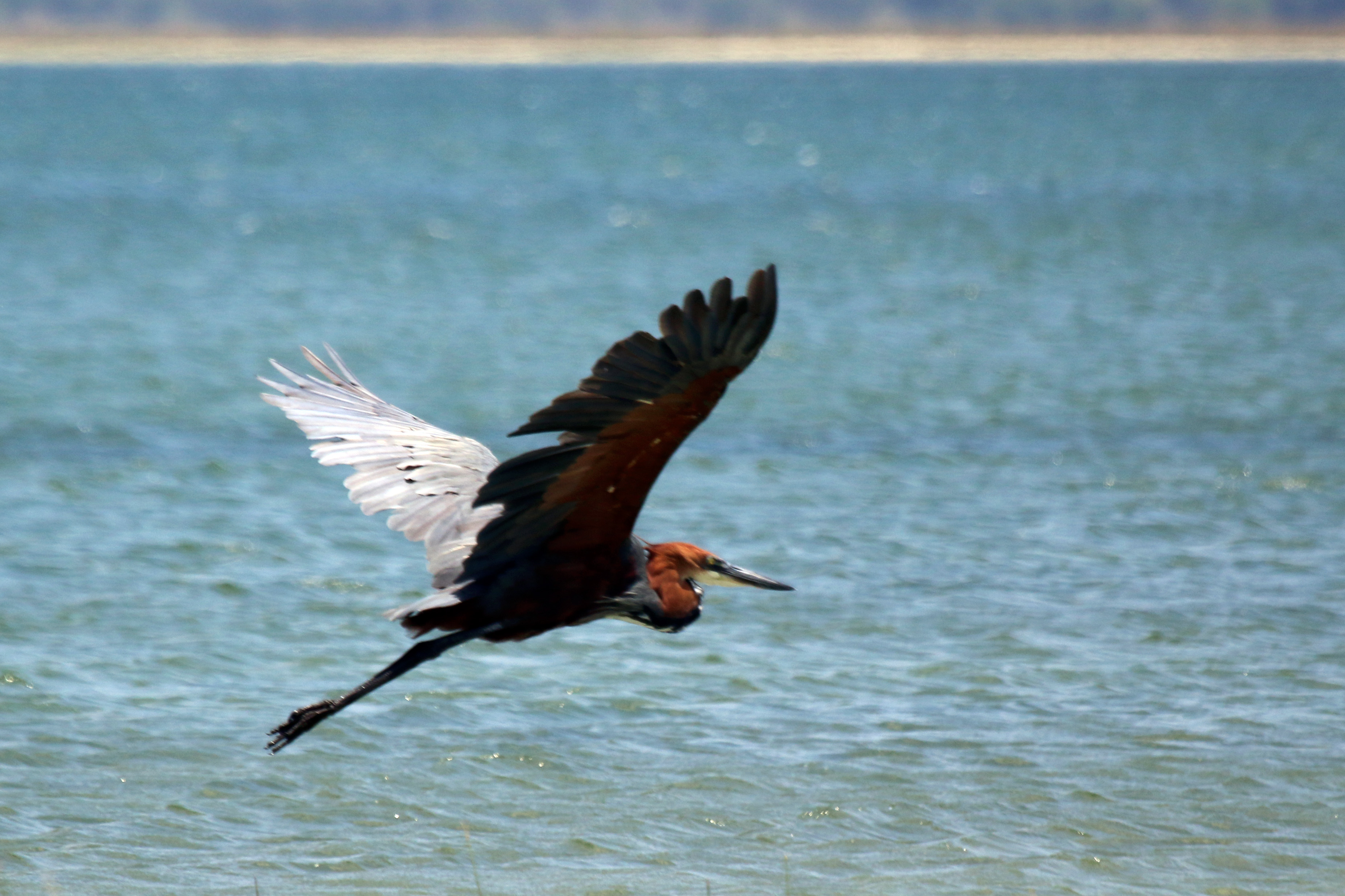
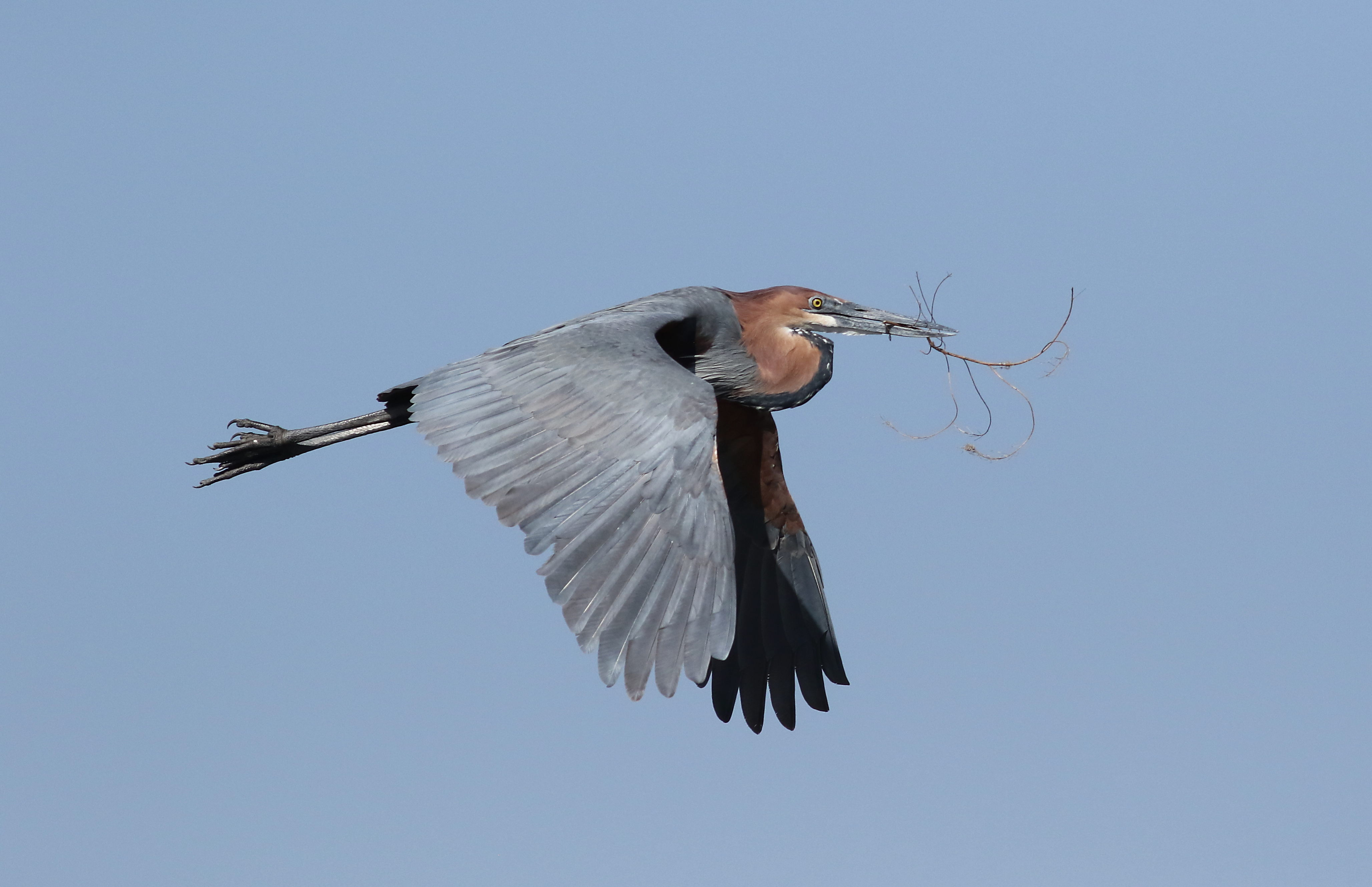
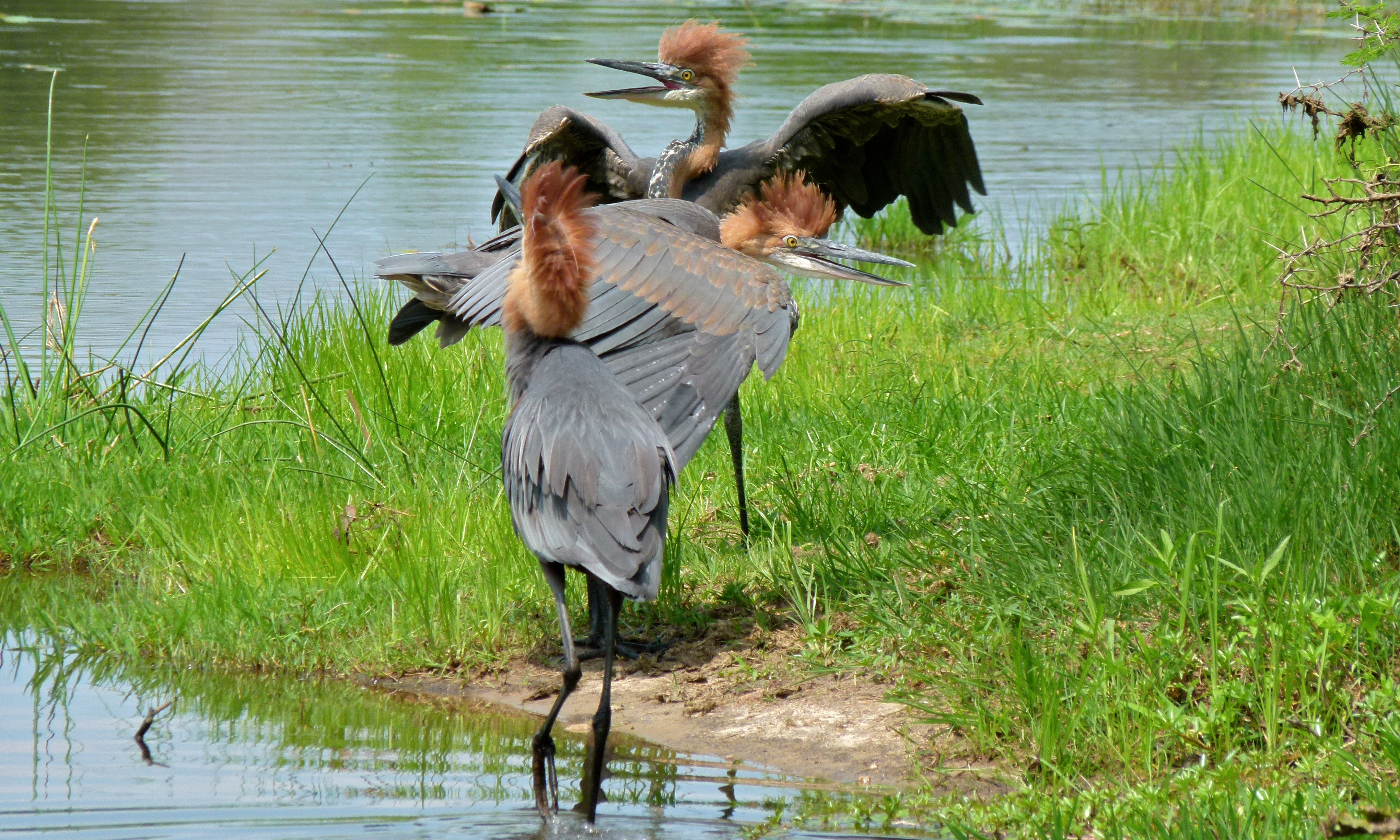
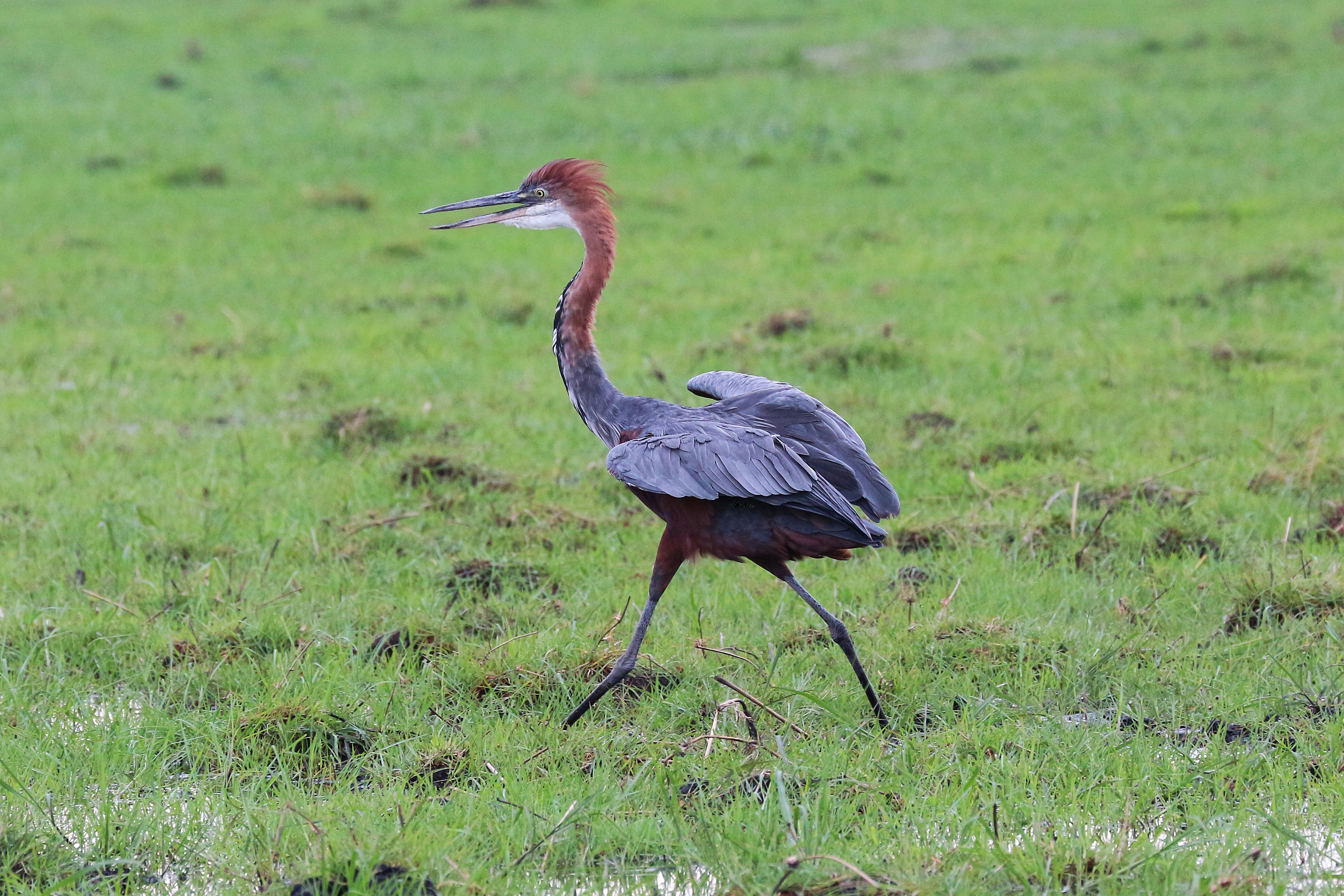